# HMS J1
HMS J1 (następnie HMAS J1) – brytyjski okręt podwodny typu J. Zbudowany w latach 1914–1916 w stoczni HM Dockyard w Portsmouth. Okręt został wodowany 17 maja 1916 roku i rozpoczął służbę w Royal Navy 31 sierpnia 1916 roku. 
W 1916 roku okręt dowodzony przez Cdr Noela F. Laurence'a został przydzielony do Jedenastej Flotylli Okrętów Podwodnych (11th Submarine Flotilla) stacjonującej w Portsmouth. Jego zadaniem, podobnie jak pozostałych okrętów typu J, było patrolowanie Morza Północnego w poszukiwaniu i zwalczaniu niemieckich U-Bootów. 
5 listopada 1916 roku w okolicach wybrzeży Danii J1 storpedował i uszkodził niemieckie pancerniki SMS „Kronprinz” oraz SMS „Großer Kurfürst”. Za tę akcję dowódca J1 N.F. Laurence został ponownie odznaczony orderem Distinguished Service Order.
W 1918 roku okręt stacjonował wraz z HMS E32, HMS E35, HMS E54 oraz HMS M1 na Gibraltarze.
W marcu 1919 roku wraz z pięcioma innymi okrętami tego typu został przekazany Royal Australian Navy. Stacjonował w Geelong do 1922 roku.
26 lutego 1924 roku jednostka została sprzedana firmie Melbourne Salvage Syndicate, 1 czerwca 1926 roku kadłub okrętu został zatopiony w Barwon Heads w Geelong.